# Замбия на Играх доброй воли
Замбия принимала участие в летних Играх доброй воли, начиная с Игр 1994 года.
На всех Играх спортивные делегации Замбии завоевали всего 1 медаль, не золотую.

## Медальный зачёт

### Медали на летних Играх
| Игры                 | Золото         | Серебро        | Бронза         | Всего          | Место          |
| 1986                 | не участвовали | не участвовали | не участвовали | не участвовали | не участвовали |
| 1990                 | не участвовали | не участвовали | не участвовали | не участвовали | не участвовали |
| Санкт-Петербург 1994 | 0              | 1              | 0              | 1              | 39             |
| Нью-Йорк 1998        | 0              | 0              | 0              | 0              | —              |
| 2001                 | не участвовали | не участвовали | не участвовали | не участвовали | не участвовали |
| Всего                | 0              | 1              | 0              | 1              |                |